# Lugliano
Lugliano is een plaats (frazione) in de Italiaanse gemeente Bagni di Lucca.